# Malá zeď nářků

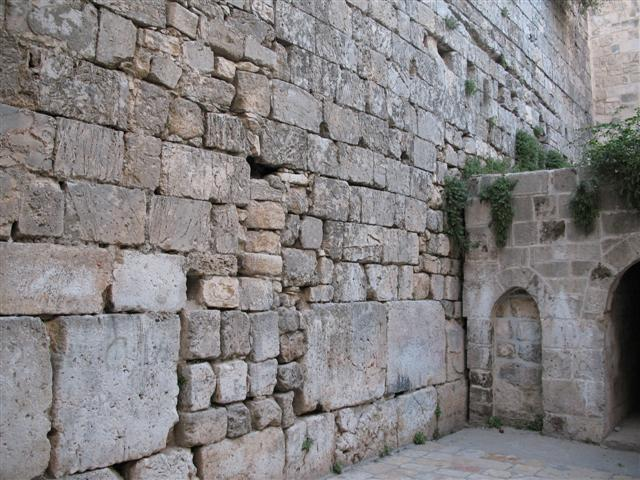
Malá zeď nářků

Malá zeď nářků (hebrejsky הכותל הקטן‎ – ha-Kotel ha-katan) je židovské náboženské místo situované v muslimské části Starého Města v Jeruzalémě poblíž Železné brány vedoucí na Chrámovou horu.
Vznik zdi se datuje do období existence Druhého chrámu (516 př. n. l. – 70 n. l.). Je pokračováním větší Zdi nářků (jiný název je Západní zeď) a kdysi téměř přesně čelila Velesvatyni.

## Rozměry
Kotel katan před sebou nemá, na rozdíl od mnohem slavnější Zdi nářků, velké volné prostranství. Nachází se v úzké uličce uprostřed zástavby; vypadá tedy stejně jako Západní zeď před dobytím izraelskou armádou v šestidenní válce. Jeho cihly také nejsou tolik ohlazeny rukama věřících jako je tomu u Západní zdi.

## Současnost
Kotel katan je významný pro zbožné Židy, jelikož je mnohem blíže k pravděpodobnému umístění Velesvatyně než Západní zeď, a tak se k němu v poslední době začínají chodit modlit. Pro místní arabské obyvatele je ulička známa pod názvem Rabat el-Kurd a používají ji k přístupu do domů okolo Zdi.

## Galerie

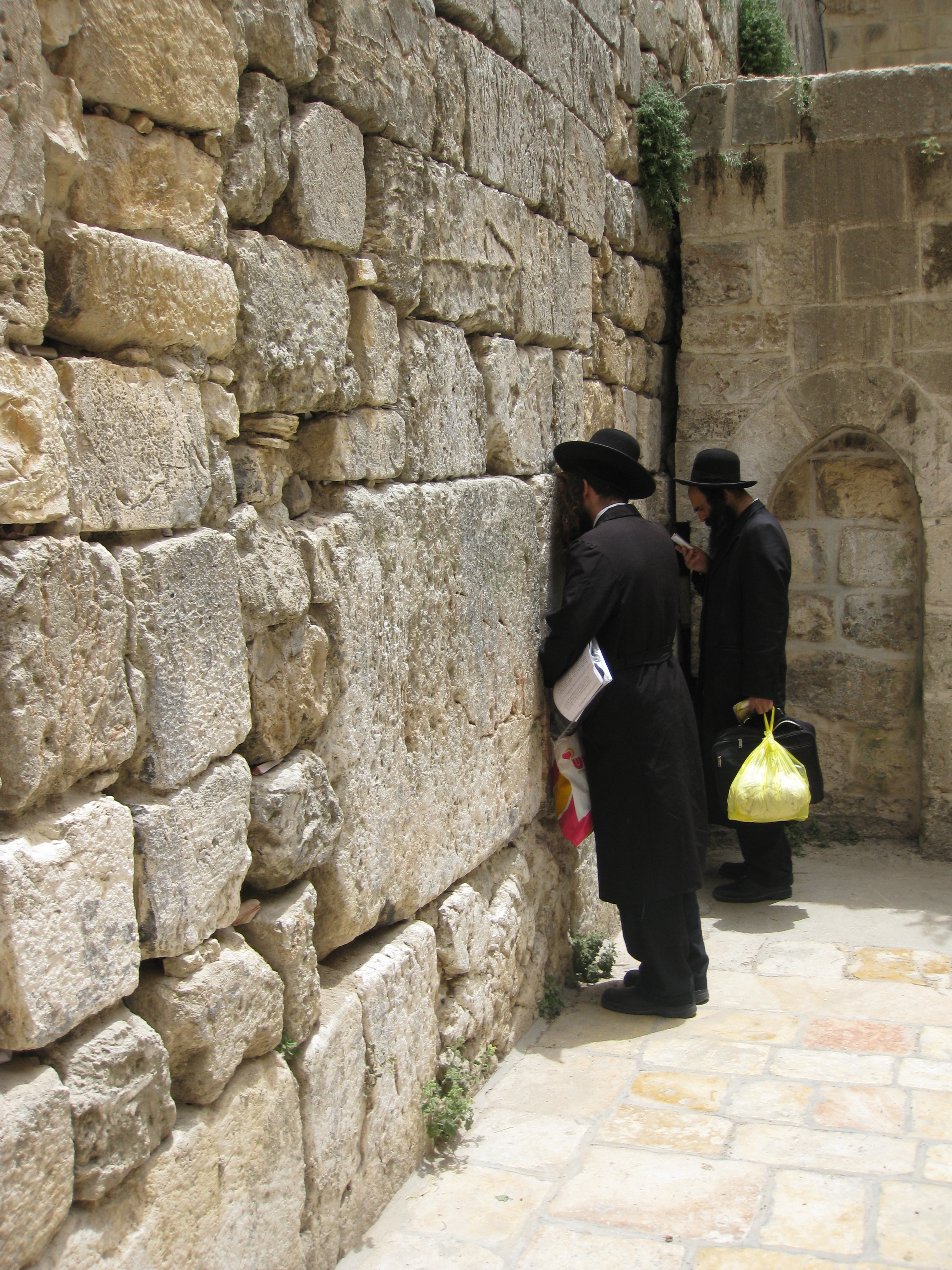
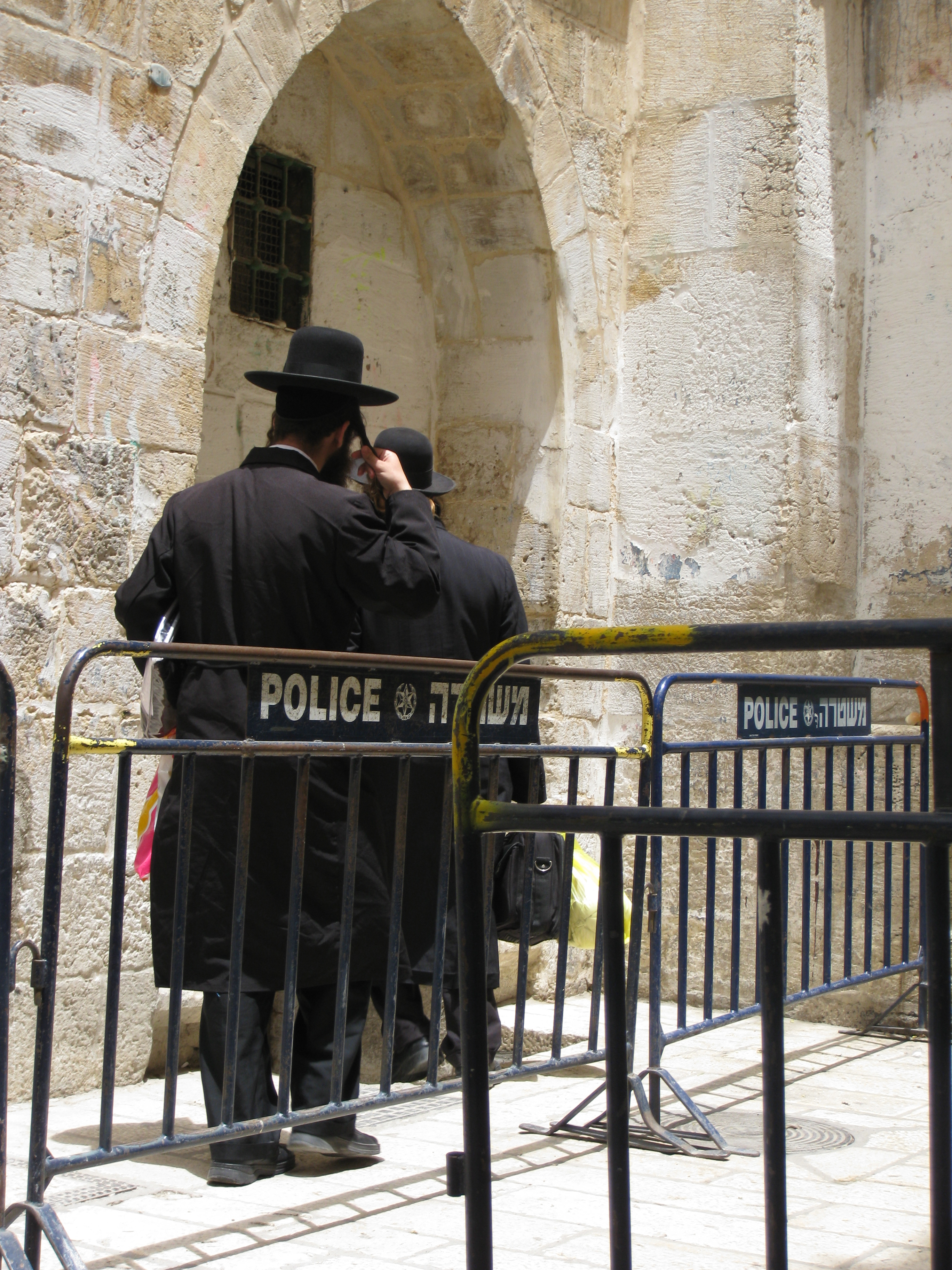
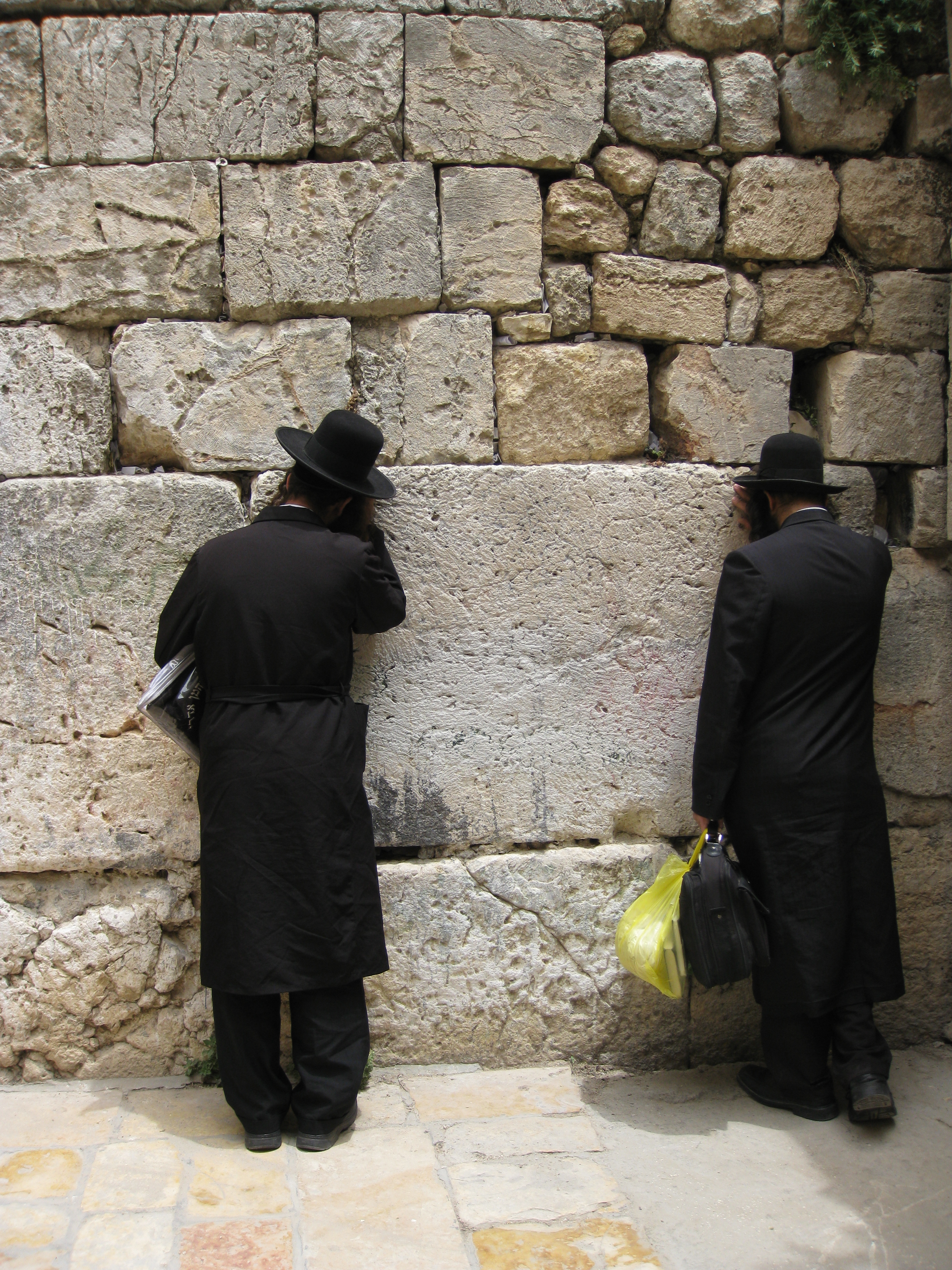
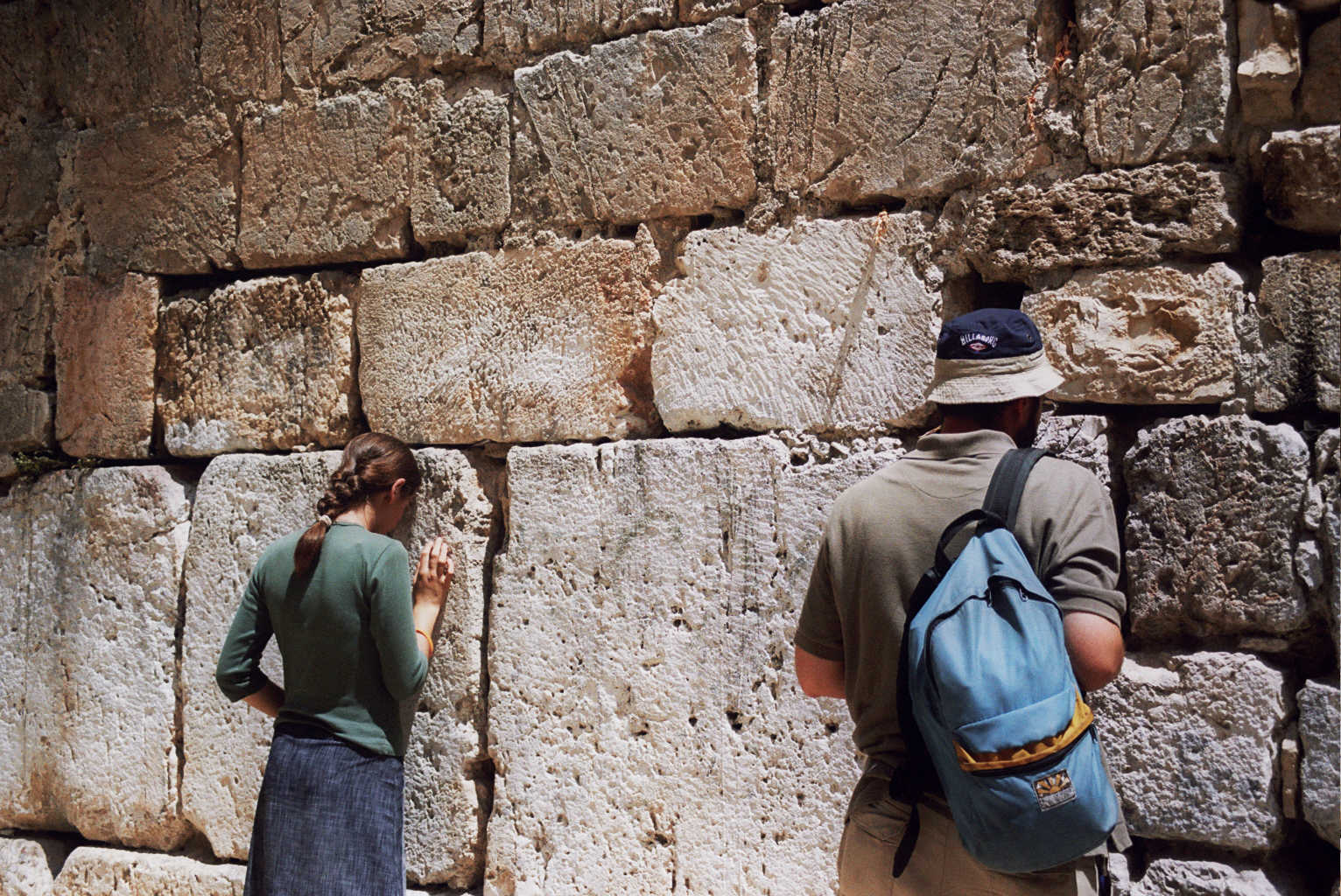
Muž a žena modlící se u Malé zdi vedle sebe – to by u velké Západní zdi bylo nemyslitelné.